# Yusra Mardini
Yusra Mardini (arab. يسرى مارديني; ur. 5 marca 1998 w Darajja) to syryjska pływaczka. Była członkiem Olimpijskiej Reprezentacji Uchodźców (ROT), gdzie rywalizowała pod flagą olimpijską na Letnich Igrzyskach Olimpijskich w 2016 r. w Rio de Janeiro. 27 kwietnia 2017 roku Mardini została mianowana Ambasadorem dobrej woli UNHCR. Startowała również w Letnich Igrzyskach Olimpijskich w 2020 r. w Tokio również pod egidą Olimpijskiej Reprezentacji Uchodźców (EOR).

## Życiorys
Yusra urodziła się i dorastała w Darajja na przedmieściach Damaszku. Jest córką Ezzata oraz Mervat Mardinich. Od dziecka trenowała pływanie. Reprezentowała Syrię na Mistrzostwach Świata w Pływaniu na krótkim basenie w 2012 r..
W 2015 r. uciekła wraz z siostrą Sarą Mardini z Syrii do Niemiec przed wojną domową w Syrii, podczas której jej dom uległ zniszczeniu.
W 2016 r. reprezentowała Olimpijską Reprezentację Uchodźców w konkurencji pływanie na Letnich Igrzyskach Olimpijskich w 2016 r. stylem motylkowym na 100 m. Zajęła 40. miejsce na 45 możliwych z czasem 1:09:21.
W 2017 r. została nominowana Ambasadorem Dobrej Woli UNHCR.
W 2021 r. reprezentowała Olimpijską Reprezentacja Uchodźców w konkurencji pływanie na Letnich Igrzyskach Olimpijskich w 2020 r. stylem motylkowym na 100 m. Zajęła 33. miejsce na 33 możliwych z czasem 1:06.78.
Obecnie mieszka w Hamburgu w Niemczech.

## Nawiązania w kulturze
8 września w 2022 r. miał premierę film pt. Pływaczki w reżyserii Sally El Hosaini inspirowany ucieczką oraz życiem Yusry oraz jej siostry.